# Ossian (Macpherson)
Ossian  is de verteller en volgens James Macpherson de auteur van een gedichtencyclus die hij beweerde uit het Schots-Gaelisch te hebben vertaald. Hij is gebaseerd op Oisin, de zoon van Fionn mac Cumhaill.

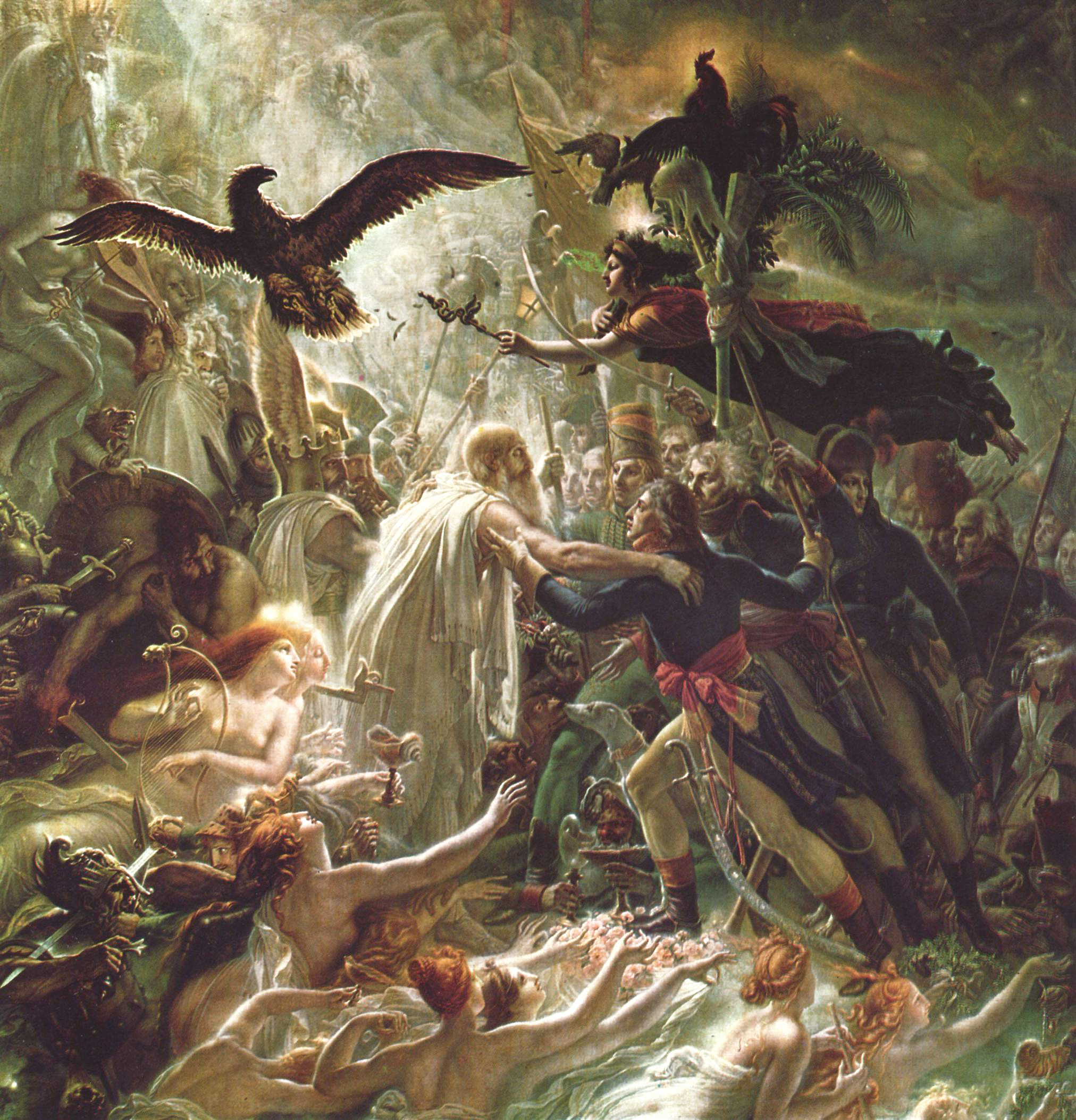
Ossian begroet de zielen van krijgers in het Walhalla, door Anne-Louis Girodet-Trioson

In 1761 beweerde Macpherson een epos gevonden te hebben, geschreven door deze Ossian en hij publiceerde dit over de daaropvolgende jaren. In 1765 voegde hij de gedichten samen tot The works of Ossian. Dit werk had een grote invloed op schrijvers zoals Walter Scott en Goethe. Door de invloed van de Romantiek ontstond zo aan het eind van de 18de eeuw een grote belangstelling voor de geschiedenis van de Kelten, en ook het Ossian-epos werd nagebootst, in een stroming die men Ossianisme ging noemen.
De gedichten behoorden tot de lievelingsliteratuur van Napoleon Bonaparte en Friedrich Leopold zu Stolberg-Stolberg die het werk in het Duits vertaalde.
De gedichten werden in 1793 in het Nederlands vertaald door P. L. van de Kasteele, in dactylische hexameter. Vanaf 1797 vertaalde Willem Bilderdijk fragmenten van Ossian in het Nederlands, in 1805 ook het lange gedicht Fingal.
Ten tijde van de Ossian-sensatie bestond er daarentegen ook reeds twijfel aan de authenticiteit van het werk; een van de scherpste critici was Samuel Johnson. Tijdens een reis door de Binnen-Hebriden met James Boswell – die wel in de oorspronkelijkheid van het epos geloofde – poogde Johnson de proef op de som te nemen door plaatselijke bewoners enkele liederen uit dit vermeende oorspronkelijke epos te laten reciteren en ze vervolgens met het door Macpherson gepubliceerde werk te vergelijken. Hij kwam tot de conclusie dat Macpherson, die een redelijke kennis van het Schots-Gaelisch bezat, waarschijnlijk oude volksliedjes had verzameld en ze met zelfverzonnen materiaal tot een epos aan elkaar had gebreid.
De Ossian-gedichten werden als de Noordse evenknie van de Griekse Ilias gezien en beïnvloedden behalve dichters ook schilders. Ook de Deense componist Niels Gade liet zich door het thema inspireren voor zijn opus 1, de ouverture Efterklange af Ossian (Echo's van Ossian) uit 1840.
Niettegenstaande de grotendeels frauduleuze aard van het Ossian-epos, blijkt eruit wel het persoonlijke poëtische talent van Macpherson.